# Dyscritogyne
Dyscritogyne é um género botânico pertencente à família Asteraceae.